# جیووانی کاریانی
جیووانی کاریانی (انگلیسی: Giovanni Cariani؛ ۱۴۹۰ – ۱۵۴۷) نقاش اهل کشور ایتالیا در عصر رنسانس بود.

## گزیدهٔ آثار

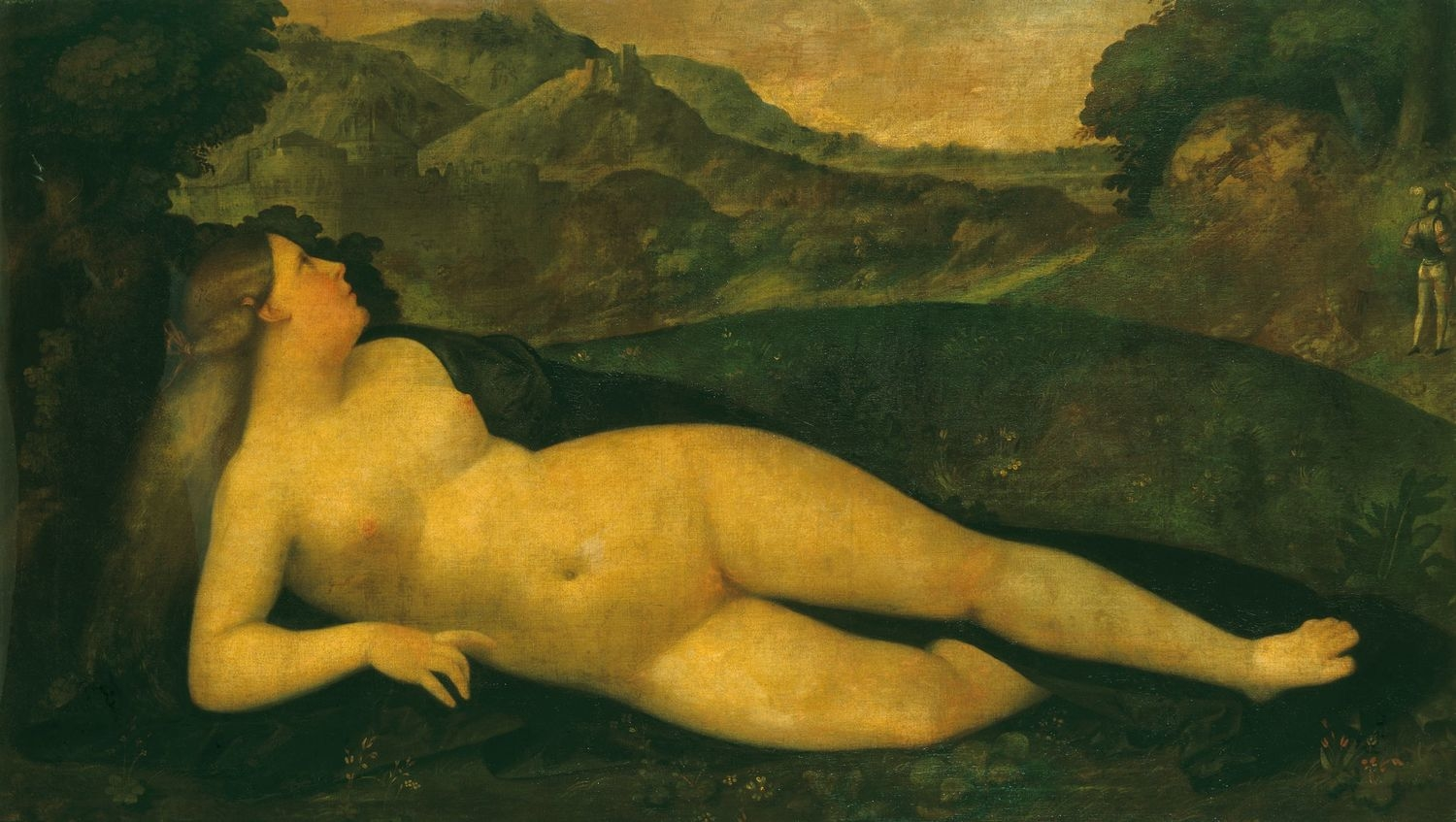
تپهٔ ونوس حدوداً بین ۱۵۳۰ تا ۱۵۳۵ م. مجموعهٔ سلطنتی دربار بریتانیا
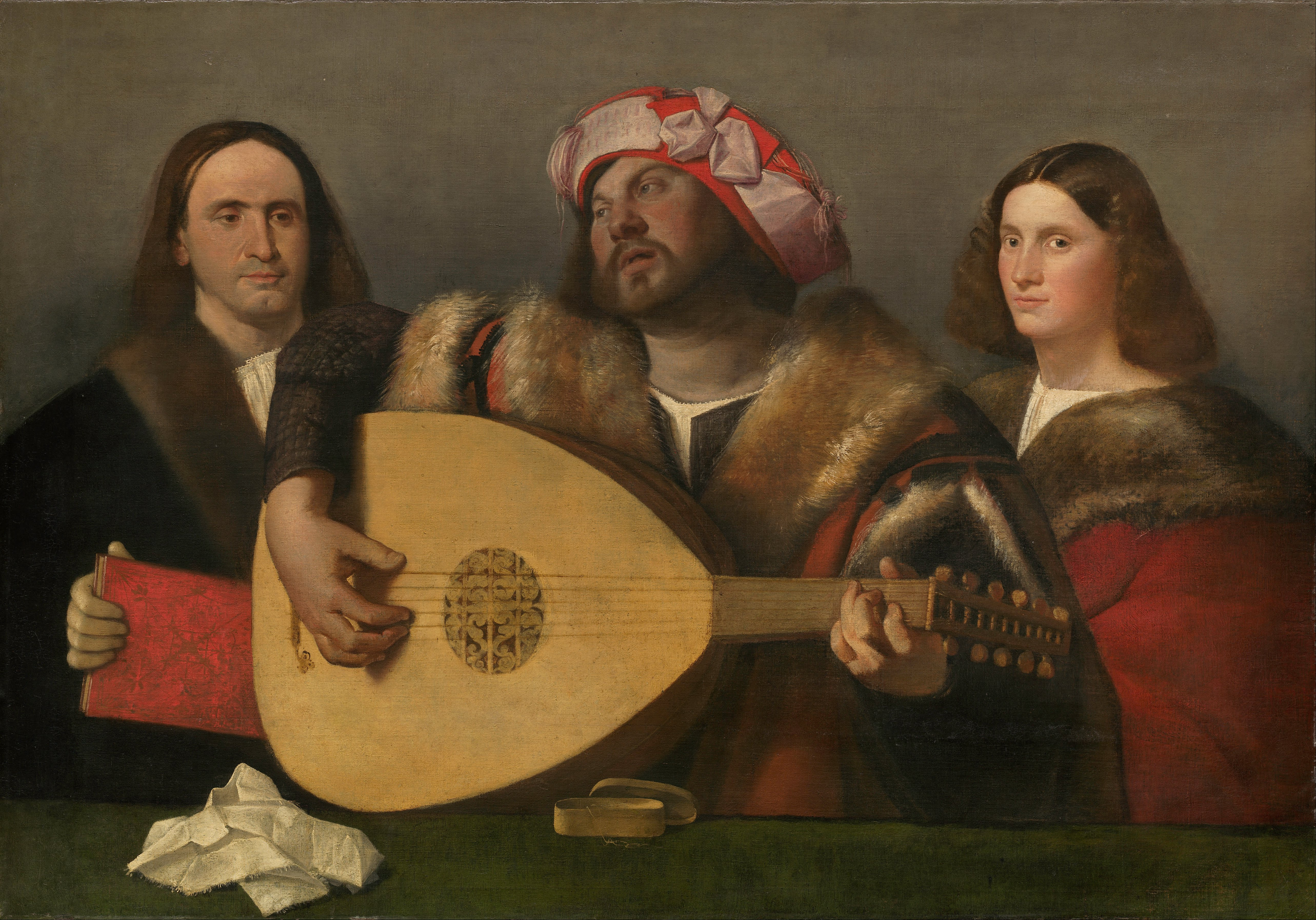
کُنسِرتو حدوداً بین ۱۵۱۸ تا ۱۵۲۰ م. نگارخانه ملی هنر آمریکا
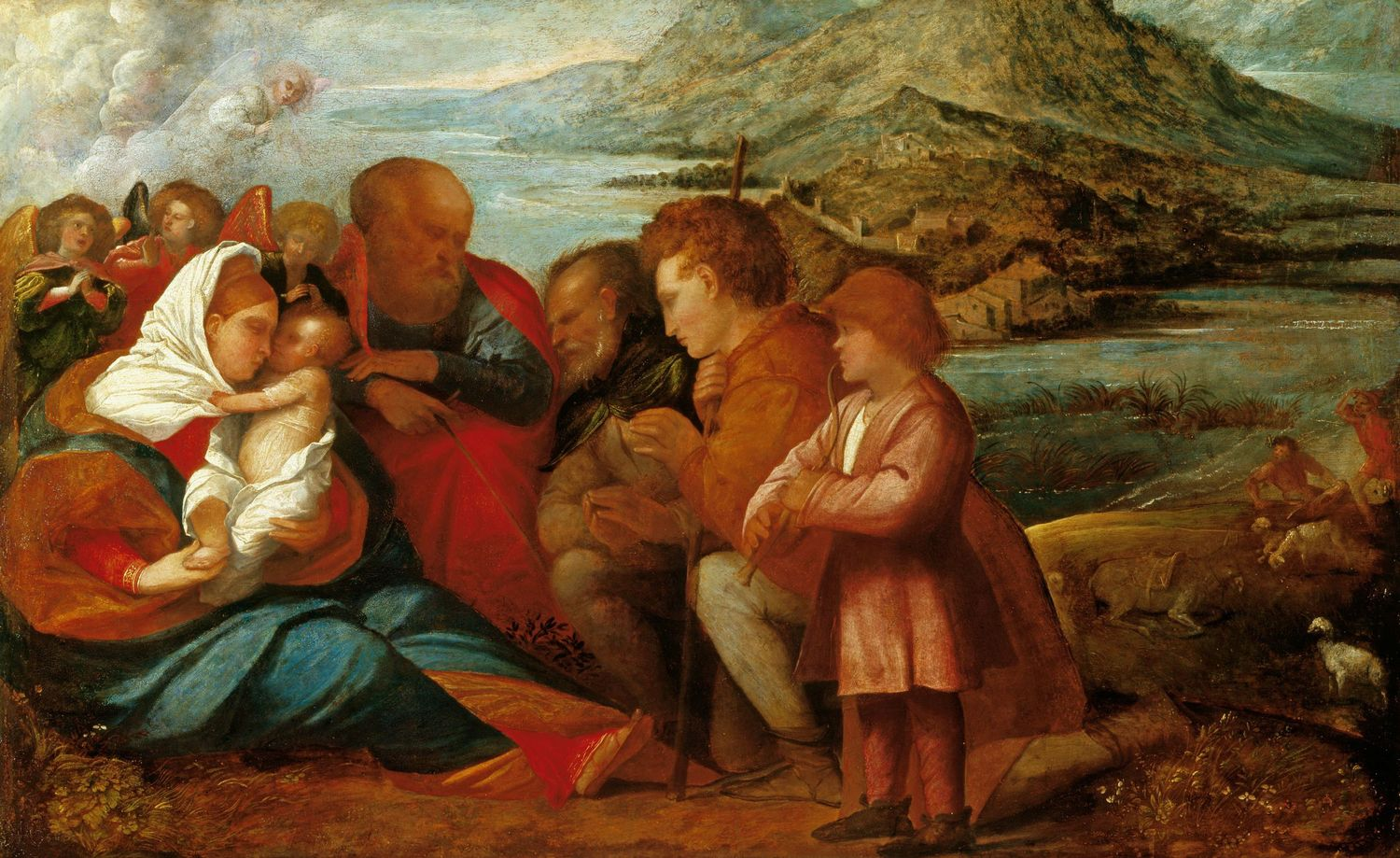
نیایش شبانان حدوداً بین ۱۵۱۵ تا ۱۵۱۷ م. مجموعهٔ سلطنتی دربار بریتانیا
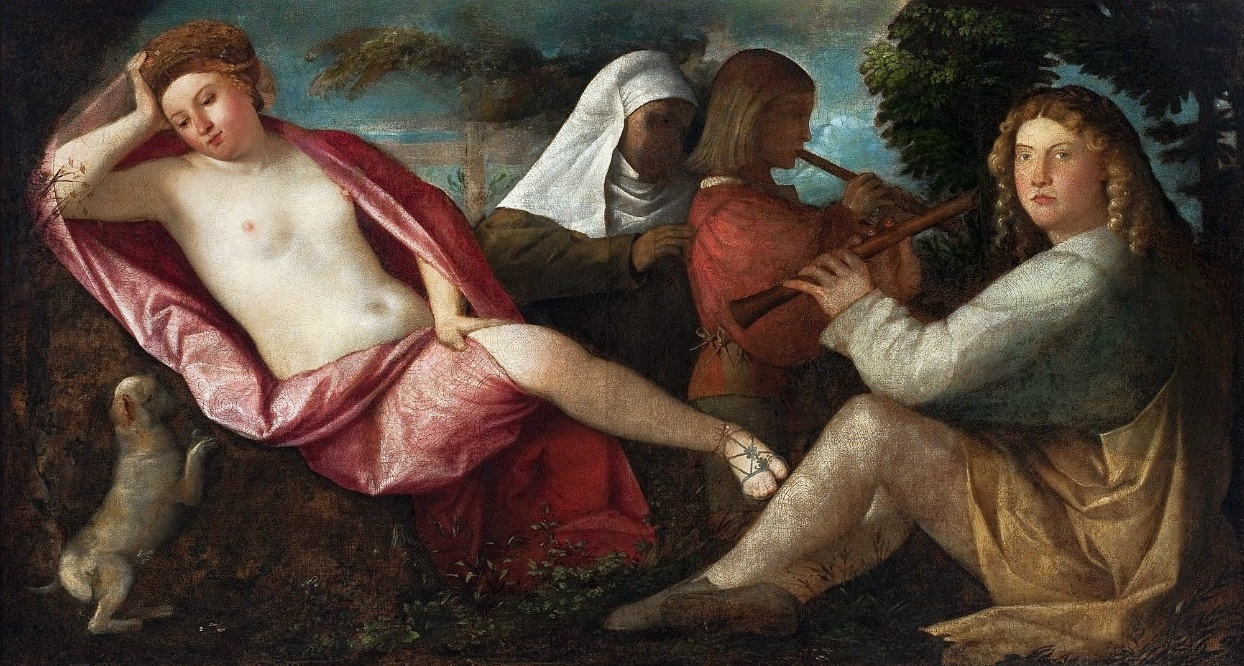
کُنسرتی بیرونِ شهر
حوالی ۱۵۱۷ م.
موزه ملی ورشو